# Saanengeit

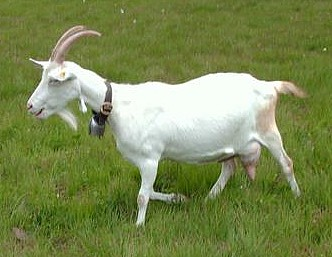
Saanengeit

De saanengeit is een geitenras afkomstig uit de districten  Saanen en Obersimmental in het kanton Bern, Zwitserland.
In de 19e eeuw werd de saanengeit gefokt volgens een vast omlijnd plan waarbij gestreefd werd naar een doeltreffende melkgeit met korte, witte beharing. Toen dit fokbeleid slaagde, breidde het ras zich over het centrale deel van Zwitserland uit. Vanwege zijn goede melkeigenschappen werden de saanengeiten later ook geëxporteerd naar andere landen, waar ze vaak met plaatselijke landgeiten werden gekruist. Ondanks deze kruisingen lijken ze nog sterk op elkaar. De laatste eeuw hebben de saanengeiten Europa zo sterk gedomineerd dat de oorspronkelijke rassen achteruit gingen. 
De Nederlandse witte geit en de Nederlandse bonte geit zijn kruisingsproducten van saanengeiten en landgeiten.

## Rasstandaard
De saanengeit is een middelgrote tot grote geit met een wat slanke bouw. Beide geslachten dragen hoorns. Vaak hebben ze een sik en belletjes (klokjes). De beharing is kort en wit.

## Eigenschappen
De saanengeit wordt gezien als de beste melkgeit ter wereld. Ze geeft tussen de 3 en 5 liter melk per dag. Vanwege deze eigenschap wordt ze veel gehouden in de professionele melkveehouderij. Ze kunnen een jaarproductie (ongeveer 300 dagen) halen van meer dan 1500 kg melk. Sommige geiten geven zelfs meer dan 10 000 kg melk tijdens hun leven.